# Joseph Redding
Joseph Deighn Redding (Sacramento, 13 de septiembre de 1859-San Francisco, 21 de noviembre de 1932) fue un compositor, libretista, letrista, abogado y funcionario público estadounidense. Es mejor conocido por defender ante la Corte Suprema de los Estados Unidos el caso legal Estados Unidos contra Kagama y por sus contribuciones a la ópera estadounidense, que incluyen escribir el libreto de Natoma (1911) de Victor Herbert y componer la partitura de Fay Yen Fah (1925). Esta última obra fue la primera gran ópera compuesta por un estadounidense que se estrenó en Europa; un logro por el cual Redding recibió la Legión de Honor por parte del gobierno de Francia.
Redding también fue compositor de canciones y compositor de obras para piano. Fue compositor y letrista de la popular canción «Song to Hawaii» (también conocida como «Aloha to Hawaii»), que fue grabada por numerosos artistas en las décadas de 1910 y 1920. Fue una figura destacada en la vida cívica de San Francisco durante finales del siglo XIX y principios del XX. Desempeñó un papel fundamental en la fundación de la Orquesta Sinfónica de San Francisco en 1911 y formó parte de la junta directiva de la sinfónica durante sus primeros años. Se desempeñó como presidente de la Administración de las Artes de San Francisco y del Bohemian Club de San Francisco, y también sirvió como comisionado del Departamento de Pesca y Caza de California. Un talentoso erudito del ajedrez, fue un jugador aficionado que ganó varias partidas contra reconocidos maestros del ajedrez, entre ellos Johannes Zukertort y George H. D. Gossip.

## Primeros años y educación

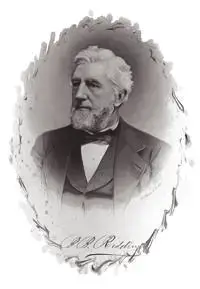
Fotografía de Benjamin B. Redding de c. 1880.

Joseph Deighn Redding nació el 13 de septiembre de 1859 en Sacramento, California. Era hijo de Mary P. y Benjamin Barnard Redding. Su padre, trabajó como agente de tierras para la Southern Pacific Transportation Company y el Central Pacific Railroad. La ciudad de Redding, California, lleva el nombre del padre de Joseph Redding. El lado materno de la familia había llegado a California desde Massachusetts, y ella era descendiente del veterano de la Guerra de Independencia de los Estados Unidos, Israel Putnam.
Además de su carrera trabajando para empresas ferroviarias, B. B. Redding fue un político destacado en California que ocupó varios cargos diferentes durante su carrera política, entre ellos asambleísta del estado de California (1853–1854), alcalde de Sacramento, California (1856–1857), y Secretario de Estado de California (1863–1867). También fue regente de la Universidad Estatal de California y sirvió durante un período como presidente de la junta de la Academia de Ciencias de California. En el momento de la muerte de Benjamin Redding en 1882, cumplía un mandato como comisionado del Departamento de Pesca y Caza de California (CDFG). Los vínculos de B. B. Redding con el CDFG se remontan a sus inicios en 1852 y fue una fuerza activa en esa agencia hasta su muerte treinta años después. Tanto Joseph Redding como su hermano menor, el Dr. George Herbert Huntington Redding (nacido el 16 de diciembre de 1860), más tarde servirían como comisionado del CDFG después de la muerte de su padre.
En su juventud, Joseph Redding estudió con el pianista californiano Hugo L. Mansfeldt y dio sus primeros conciertos públicos tocando dúos de piano con Mansfeldt a la edad de 11 años. Asistió a escuelas en el Distrito Escolar Unificado de la Ciudad de Sacramento antes de ingresar a la Academia Militar de California (CMA) en Oakland, California, en 1871. Comenzó a jugar ajedrez en serio mientras asistía a esta escuela. Después de graduarse de la CMA en 1874, ingresó a la Escuela de Derecho de Harvard en 1877, donde se graduó con un título de Juris doctor en 1879. Mientras estaba en Harvard dirigió la orquesta de la universidad y ganó un torneo de billar en la escuela.

## Carrera de derecho

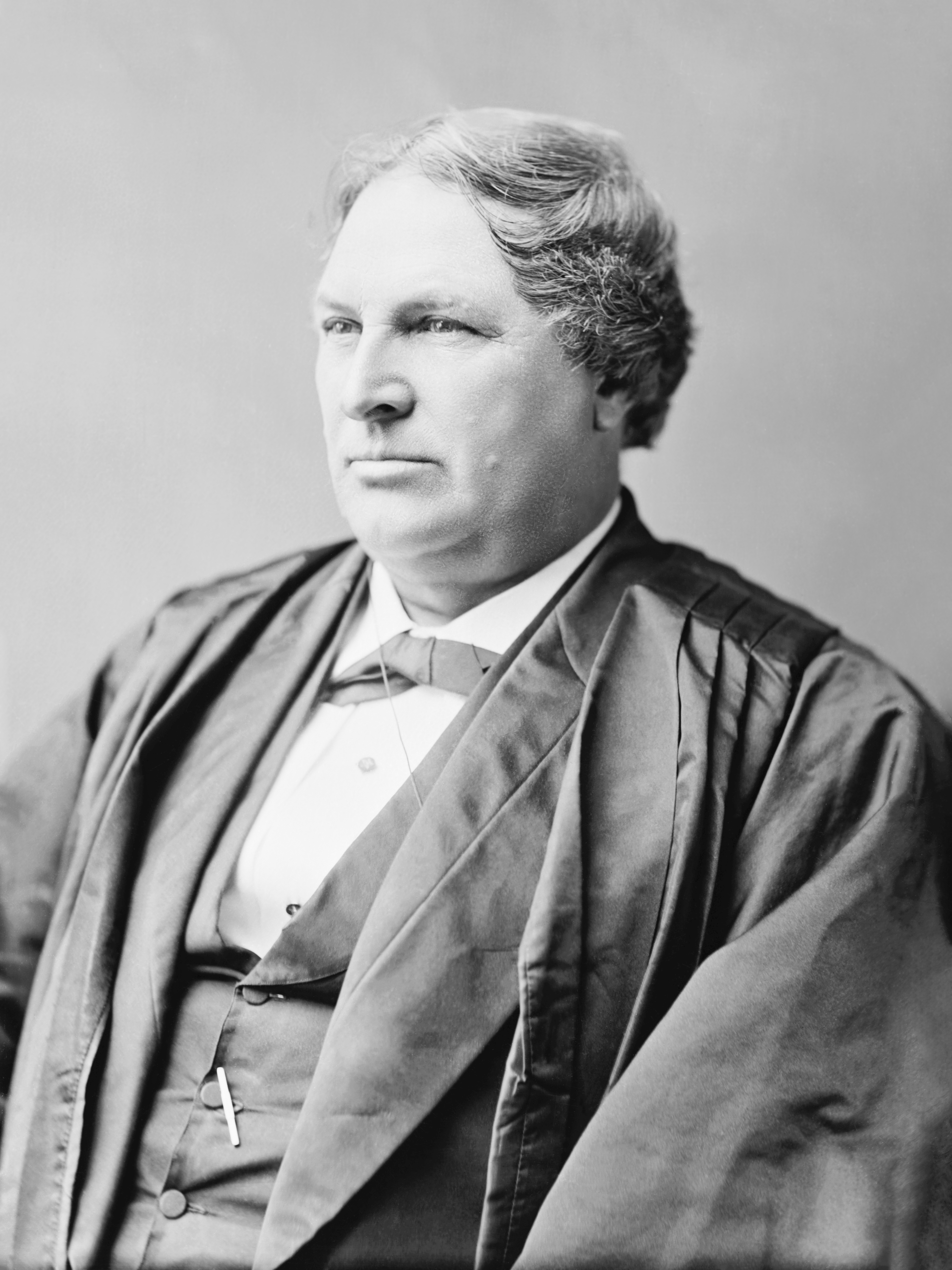
El juez de la Corte Suprema Samuel Freeman Miller, autor de la opinión en el caso Estados Unidos contra Kagama.

Después de graduarse de Harvard, Redding se unió a la firma legal Hall McAllister de San Francisco a la edad de 21 años. Dos años más tarde dejó esa firma para convertirse en abogado de los departamentos de tierras de Southern Pacific Transportation Company y Central Pacific Railroad; organizaciones para las que su padre había trabajado como agente inmobiliario. En la época de este cambio, su padre murió el 21 de agosto de 1882. Finalmente, Redding estableció su propio bufete de abogados con oficinas tanto en San Francisco como en Nueva York.
Como litigante, Redding estuvo involucrado en varios casos importantes que impactaron la industria ferroviaria en los Estados Unidos, entre ellos Central Pacific Railroad contra Mudd (1881), Central Pacific Railroad contra Shackelford (1883), South Pacific Railroad Company contra Dull (1884) y South Pacific Railroad Company contra Poole (1887). En 1886, a la edad de 27 años, argumentó un caso importante ante la Corte Suprema de los Estados Unidos, Estados Unidos contra Kagama, en el que representó a Kagama, un nativo americano yurok acusado de asesinato. Un caso histórico que confirmó la constitucionalidad de la Ley de Delitos Mayores de 1885.
En 1886, Redding ganó otro caso importante, Goldmark contra Kreling, ante el Corte de Distrito de los Estados Unidos para el Distrito Norte de California, que fue un fallo temprano que protegía los derechos de los autores y compositores. Este fallo sentó un precedente legal importante y fue citado con frecuencia como protección de los derechos de autor de grabaciones sonoras en California antes de la aprobación de la Ley CLASSICS en 1972.
Redding desarrolló una reputación por su habilidad en casos judiciales que involucraban testamentos impugnados. Uno de sus casos destacados en esta área involucró el testamento del industrial y magnate ferroviario estadounidense Collis Potter Huntington. Redding representó a Clara von Hatzfeldt en un pleito en el que reclamaba parte de la herencia bajo el argumento de que era la hija adoptiva de Huntington. Redding logró obtener una sentencia de seis millones de dólares en ese caso judicial de 1901; y sus honorarios de 300 000 dólares eran en ese momento la cantidad más alta de dinero ganada por un abogado en un caso judicial que incluía únicamente a personas individuales y no a corporaciones.

## Ajedrecista aficionado

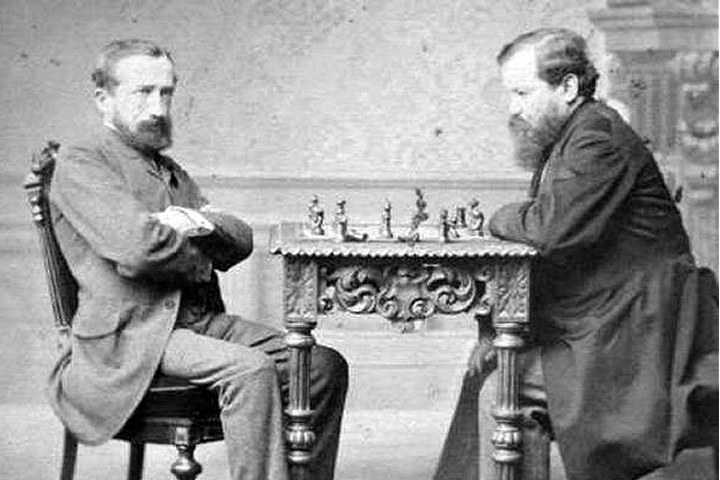
Imagen de Johannes Zukertort (izquierda) y Wilhelm Steinitz (derecha) en la final mundial de ajedrez de enero de 1896 celebrada en el City of London Chess Club. Joseph Redding jugó contra ambos maestros del ajedrez en partidas, en particular venciendo a Zukertort dos veces.

Redding era un talentoso polímata del ajedrez que tuvo algunos éxitos significativos como jugador aficionado jugando contra maestros de ajedrez reconocidos. Fue miembro activo del equipo de ajedrez de la Asociación de Bibliotecas Mercantiles de San Francisco en la década de 1880. En 1884 organizó una exposición de ajedrez en la ciudad de San Francisco en la que participó el maestro de ajedrez Johannes Zukertort. Redding venció a Zukertort tanto en un partido de exhibición a ciegas en el que Zukertort enfrentó simultáneamente a 12 oponentes diferentes, como más tarde en un juego individual entre solo dos hombres. Sin embargo, Zukertort venció a Redding en un tercer combate en el que Zukertort aceptó el Gambito Evans.
Redding ganó un torneo de ajedrez en San Francisco en 1888 y fue considerado el campeón de ajedrez de la costa del Pacífico en ese momento. Más tarde ganó un premio de 50 dólares por ganar un torneo en San Francisco en el que venció al maestro de ajedrez George H. D. Gossip. En 1889 venció a todo el equipo del Sacramento Chess Club en un partido disputado por telégrafo.
En 1893, Redding era menos activo en el ajedrez, aunque pasó a jugar contra Wilhelm Steinitz, Emanuel Lasker y José Raúl Capablanca. En 1907 fue el orador invitado en la cena anual del Manhattan Chess Club.

## Ciudadano, escritor y compositor de San Francisco

### Bohemian Club, Orquesta Sinfónica de San Francisco y otras actividades en San Francisco
Redding se convirtió en una figura destacada en los círculos musicales y sociales de San Francisco. En 1883, en una época en la que San Francisco no tenía una orquesta residente, estaba en la junta directiva de un festival de música que trajo al director Theodore Thomas y su orquesta a la ciudad. En 1886 fue elegido presidente de la Administración de las Artes de San Francisco. Miembro del Bohemian Club (BC), participó en las Hi Jinx Extravaganzas organizadas por el club en su teatro ubicado en la Arboleda Bohemia. El espectáculo del club de 1902, The Man of the Forest, incluía una partitura compuesta creada por Redding. También sirvió durante un período como presidente de la BC y estuvo activo como miembro del Pacific-Union Club.
En 1909, Redding fue uno de los miembros fundadores de la junta directiva de la Musical Association (MA), una organización cuyo propósito era establecer una orquesta profesional en San Francisco. La MA estableció la Orquesta Sinfónica de San Francisco, que comenzó a funcionar en 1911 y continuó dirigiendo la orquesta hasta 1935. Redding era amigo del compositor y director Henry Kimball Hadley, y fue en gran parte gracias a la defensa de Redding que Hadley fue nombrado primer director musical de la Sinfónica de San Francisco en 1911. Hadley encargó a Redding la tarea de encontrar el primer concertino de la Sinfónica de San Francisco y, en consecuencia, se contrató al violinista neerlandés Eduard Tak siguiendo la recomendación de Redding.
Redding escribió el libreto del musical de Hadley de 1912 The Atonement of Pan, otra obra creada para su interpretación por el BC. Henry A. Melvin, juez asociado de la Corte Suprema de California, fue miembro de la BC y un talentoso intérprete aficionado en los entretenimientos musicales de la BC. Melvin grabó la canción «Noon and Night» de The Atonement of Pan para Victor Talking Machine Company («Victor») en 1913.

### Natoma

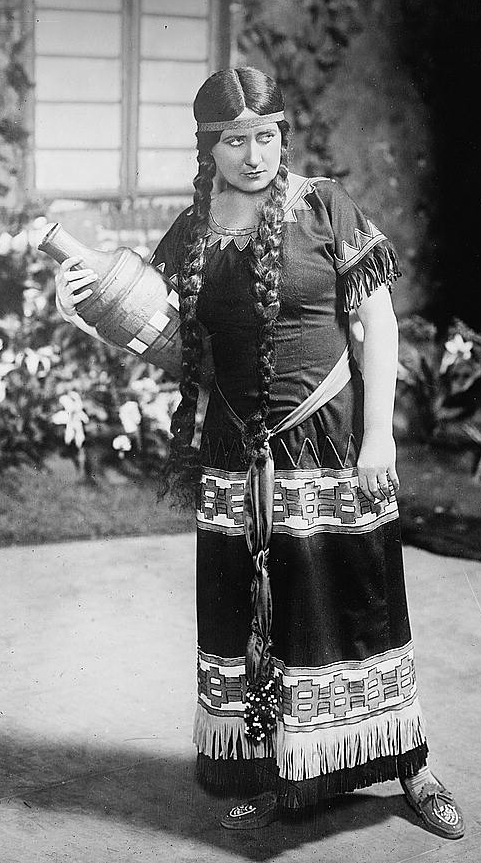
Mary Garden como Natoma (1911) en la producción original.

Redding escribió el libreto de la ópera Natoma de 1911 del compositor Victor Herbert, protagonizada por Mary Garden en el papel principal en su estreno. La ópera está ambientada durante la colonización española y el gobierno del futuro estado de California. Su historia gira en torno a un triángulo amoroso en el que Bárbara, la hija del conquistador español Don Fernando, compite con la nativa americana Natoma por el afecto del oficial naval Paul Merrill. La trama se complica cuando el primo de Bárbara, Alvardo, quiere casarse con Bárbara y heredar la posición de su padre. Alvardo intenta secuestrar a Bárbara, pero Natoma interviene y salva a Bárbara matando a Alvardo. Como penitencia por cometer un asesinato, ingresa en un convento español y se hace monja. La ópera se estrenó en el Metropolitan Opera House de Filadelfia. A esto le siguieron otras actuaciones en la Metropolitan Opera de Nueva York. La compañía de ópera de Andreas Dippel también realizó una gira nacional con funciones en más de treinta ciudades estadounidenses.
Las críticas al libreto de Redding fueron duras, especialmente por parte de la prensa de Nueva York. Sin embargo, esta evaluación ha sido cuestionada por algunos estudiosos, que han documentado una tendencia a la falta de voluntad de los críticos estadounidenses de ese período para abrazar tanto la opera verismo como las óperas sobre temas estadounidenses, siendo La fanciulla del West (1910) de Puccini otro ejemplo de una ópera verismo fuertemente criticada por los críticos de Nueva York por su temática estadounidense. La estudiosa de la ópera Elise Kuhl Kirk desestimó las críticas al libreto de Redding, afirmando que «una diatriba tan dura era infundada y sin duda ilustraba la falta de voluntad de los críticos estadounidenses para aceptar la nueva literatura del verismo como una ópera viable. Quizás lo que se perdieron fue el trueno operístico, como en la obra de Verdi, Wagner y Puccini obtuvieron un recitativo más cercano a la opereta vienesa».
A pesar de las críticas negativas, Natoma fue recibido más calurosamente por el público y tuvo una mejor recepción popular en general. Las arias selectivas de Natoma fueron grabadas en abril de 1912 por la soprano estadounidense Agnes Kimball («Spring Song»), el barítono Reinald Werrenrath («Serenade») y el tenor John McCormack («Paul's address») para Victor Talking Machine Company. El aria «Spring Song» resultó lo suficientemente popular como para que luego las sopranos Lucy Isabelle Marsh y Alma Gluck la grabaran dos veces para Victor.

### Fay Yen Fah, «Song to Hawaii» y otras composiciones

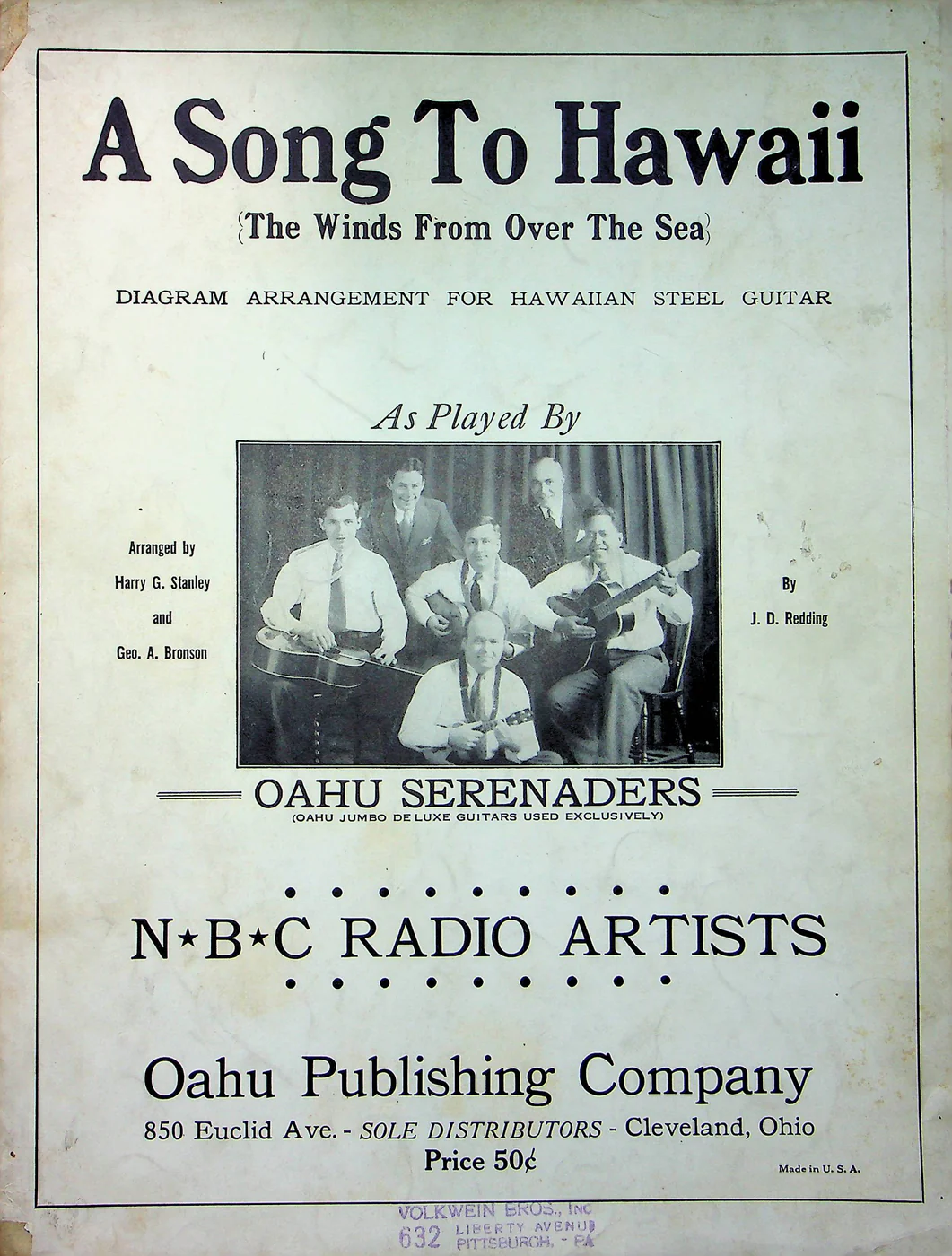
Partitura de 1932 para «A Song to Hawaii».

Redding compuso la música del musical de 1917 The Land of Happiness. También escribió el libreto de la ópera Semper, Virens de Hadley de 1923. Su única ópera como compositor, Fay Yen Fah, se estrenó en la Ópera de Montecarlo en febrero de 1925. Fue la primera grand opéra compuesta por un estadounidense que se estrenó en Europa, y la primera ópera de cualquier tipo escrita por un estadounidense que se representó en Francia,  logro por el que recibió la Legión de Honor por parte del gobierno de Francia. Posteriormente fue puesta en escena por la Ópera de San Francisco. Fue incluido en la Société académique d'histoire internationale francesa en 1919.
Además de trabajar para el teatro, Redding también fue compositor de canciones y obras para piano. Su pieza para piano de barril, Hebe, fue grabada por Victor y publicada en 1900. El tenor John McCormack grabó su canción «Sweet Peggy O'Neil» para Victor en 1920. Tuvo un éxito popular con su canción de 1916 «Song to Hawaii» (también conocida como «Aloha to Hawaii»). Redding nunca visitó el estado de Hawái, y escribió esta canción durante una época en la que la música hawaiana alcanzaba su punto máximo de gran popularidad entre el público estadounidense en general a mediados de la década de 1910. En el año en que Redding publicó esta canción, la música de temática hawaiana dominó el mercado de ventas de partituras del imperio editorial musical estadounidense, Tin Pan Alley.
A pesar de la falta de conexión de Redding con el estado, el editor musical de «Song to Hawaii», Charles E. King, era de Hawaii, y el trabajo fue grabado por varios músicos hawaianos o especializados en interpretar música hawaiana. Éstas incluían grabaciones separadas realizadas por los artistas hawaianos Johnny Noble (con el nadador y músico olímpico Samuel Kahanamoku), Keaumoku Louis, el príncipe Lei Lani y Frank Ferera; este último grabó el trabajo con el guitarrista Anthony Franchini. Helen Louise Greenus grabó el trabajo con Ferera para Victor. Helen y su hermana Irene tocaban el ukelele y eran cantantes originarias de Seattle. La canción también fue grabada por los artistas de vodevil Wright & Dietrich (Horace Wright y Rene Dietrich), quienes más tarde se asociaron más estrechamente con el jazz. Johnny Noble también grabó la canción de Redding «The Winds from Over the Sea» en 1929.

## Vida familiar y muerte
Joseph Redding se casó con Myra Cowles en 1882. Su matrimonio duró hasta la muerte de Redding cincuenta años después. Su hija, Josephine Redding, recibió la Legión de Honor por su trabajo como enfermera en Francia durante la Primera Guerra Mundial. Murió a la edad de veintidós años en Nueva York.
Joseph Redding murió el 21 de noviembre de 1932, a la edad de 73 años, tras una enfermedad que duró siete años. Su muerte ocurrió mientras dormía en su casa en 1000 Mason St. en San Francisco, California. Su funeral tuvo lugar en Catedral de la Gracia, San Francisco, el 23 de noviembre de 1932.

### Citas
1. 1 2 3 4 5 6 7 8 9 10 11 12 13 14 15  «Joseph Redding, Famous Attorney and Writer, Dies». San Francisco Examiner. 22 de noviembre de 1932. pp. 1, 11.
2. 1 2 3 4 5  «Joseph D. Redding». Discography of American Historical Recordings (Universidad de California en Santa Bárbara). 2024.
3. ↑  Miller, pp. 32–36
4. 1 2 3 4 5 6 7 8 9 10 11 12 13 14 15  Spinrad, Jerry (April 2012). «The Untold Talent of Joseph Redding: Profiling a Polymathic Chess Expert». Readex Report 7 (2).
5. 1 2 3 4 5  «Death of B.B. Redding». The Pacific Bee. 26 de agosto de 1882. p. 2.
6. 1 2  E. S. Harrison (1905). «Dr. George Herbert Huntington Redding». The Metropolitan Press.
7. ↑  Shuck, pp. 424–425
8. 1 2 3  Shuck, p. 425
9. 1 2  «Hugo L. Mansfeldt». Journal of the American Liszt Society (American Liszt Society). 21–22: 50. 1987.
10. ↑  Shuck, p. 427
11. 1 2  Miller, p. 33
12. ↑  Shuck, pp. 426–427
13. ↑  Sidney L. Harring, The Story of United States v. Kagama, in Indian Law Stories 150 (Carole Goldberg, Kevin K. Washburn, & Phillip P. Frickey, eds., 2011); Weiner
14. ↑  Shuck, p. 426
15. ↑  Rosen, Zvi S. (1972). «Common-Law Copyright». UCLA Law Review 85: 1067-1069.
16. ↑  Miller, pp. 38–39
17. ↑  Miller, pp. 35–36
18. ↑  Miller, p. 39
19. ↑  Miller, pp. 39–41
20. ↑  «The Bohemiam Club's New Grove Play». The Theatre Magazine XVI: 148. Noviembre de 1912.
21. ↑   Buck, p. 425
22. ↑  «Victor matrix B-13575. Noon and night / Henry A. Melvin». Discography of American Historical Recordings. Consultado el 7 de abril de 2024.
23. 1 2 3  «American Opera, 'Natoma', Produced. Victor Herbert and Joseph D. Redding's Work Greeted by Big Audience in Philadelphia. Furore after First Act. Highly Colored Climaxes, but Opera Suffers from Amateurish Libretto—Conclusion is Conventional». The New York Times. 26 de febrero de 1911. p. 8.
24. ↑  Gould, pp. 407–409
25. ↑  «'Natoma' Greeted By Great Audience». The New York Times. 1 de marzo de 1911. p. 8.
26. ↑  Gould, pp. 414–418
27. ↑  Warburton pp. 149–157
28. ↑  Kirk, pp. 147–148
29. ↑  Rust & Debus, p.346
30. ↑  Hummel, p. 398
31. 1 2  Wlaschin, p. 324
32. ↑  «American Opera a Monte Carlo Hit; Fab-Yen-Fah, by Templeton Crocker and Joseph E. Redding, Pleases the Critics». The New York Times. 26 de febrero de 1925. p. 17.
33. 1 2  Taylor, p. 308
34. ↑  Terrell, Jessica (7 de junio de 2020). «The Forgotten Story Of How Hawaiians Transformed American Music». Honolulu Civil Beat.
35. ↑  Pretor-Pinney & Hodgkinson, p. 27
36. ↑  Kinkle, p. 2147
37. ↑  Hoffmann, Cooper, Gracyk, pp. 124–125
38. ↑  Hoffmann, Cooper, Gracyk, p. 122